# Sayuri Ishikawa

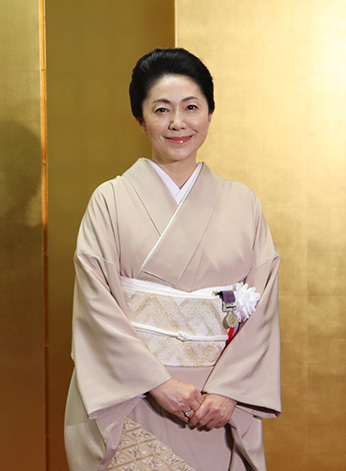
Sayuri Ishikawa (2019)

Sayuri Ishikawa (japanisch 石川さゆり Ishikawa Sayuri; * 30. Januar 1958 im Kreis Hōtaku (heute Bezirk Süd, Stadt Kumamoto), Präfektur Kumamoto) ist eine japanische Enka-Sängerin und Schauspielerin, die als bislang bekannteste und erfolgreichste japanische Sängerin dieses Musikgenres gilt.

## Leben
Sayuri Ishikawa wurde als Kinuyo Ishikawa geboren. Sie war schon als Erstklässlerin von der Enka-Sängerin Chiyoko Shimakura beeindruckt, deren Spitzname „Enka-Göttin“ war. Ishikawa wollte Sängerin werden und nahm ab dem 10. Lebensjahr Gesangunterricht. Nach dem Schulabschluss verfolgte sie diese Karriere.
1981 heiratete sie ihren damaligen Manager Kenji Baba. Die gemeinsame Tochter wurde 1984 geboren. Fünf Jahre später ließ Ishikawa sich scheiden.

## Karriere
Während der Sommerferien 1972 nahm Ishikawa den Platz einer Freundin beim Chibikko Kayo Contest vom Fernsehsender Fuji TV ein, da diese verhindert war. Danach begann sie, regelmäßig in der Sendung Hikaru Umi von Fuji TV in der Rolle von Oki Masayas jüngerer Schwester aufzutreten.
Ihr erstes Album mit dem Namen Debyū Arubamu (デビュー・アルバム) wurde 1973 bei Nippon Columbia (日本コロムビア) veröffentlicht. Es bestand aus zwölf Songs, von denen vier ihre eigenen Songs und acht Coverversionen waren. Ihr gelang der Durchbruch als Enka-Sängerin 1977 mit dem Song Tsugaru Kaikyō Fuyu Geshiki (津軽海峡 . 冬景色), einer Single aus ihrem 1976 veröffentlichten Album 365-Nichi koi mo yō hanakuyō. Diese Single gewann mehrere Preise und brachte ihr 1977 die erste Einladung zum renommierten Gesangswettbewerb Kōhaku Uta Gassen (紅白歌合戦) des japanischen staatlichen Fernsehsenders NHK ein, an dem sie anschließend über 40 Mal teilnahm.
Im Laufe ihrer Karriere änderte sie mehrmals das Plattenlabel. Von 1973 bis 1993 war sie bei Nippon Columbia unter Vertrag, dann wechselte sie zu Pony Canyon (株式会社ポニーキャニオン). Ab 2000 arbeitete sie mit Teichiku Entertainment (テイチクエンタテインメント) zusammen, mit denen sie alle weiteren Alben produzierte. Sie veröffentlichte über 100 Alben (einschließlich Kompilationsalben) und 115 Singles. Der überwiegende Teil davon gehört dem Musikgenre Enka an, aber einige von ihr gesungene Songs werden anderen Musikstilen zugerechnet, wie beispielsweise Baby, Baby, das sie 2010 mit dem Rockmusiker Tamio Okuda aufnahm, oder das Abspannlied Chanto Iwanakya Ai Sanai der Animeserie Lupin III.: Part 4. Ihr 2023 veröffentlichtes Album Transcend wird dem Jazz zugeordnet.
2017 sang sie für die Vorbereitungskampagne auf die Olympischen Sommerspiele 2020 in Tokio eine neue Version des bereits zu den Olympischen Spielen 1964 geschriebenen Liedes Tokyo Gorin Ondo zusammen mit Yūzō Kayama und Pistol Takehara.
Ishikawa trat neben ihrer Karriere als Sängerin immer wieder im Fernsehen auf und übernahm Rollen in Filmen. Sie spielte 2023 in Wim Wenders’ Film Perfect Days eine Barbesitzerin, eine Rolle, in der auch ihr Gesang zu hören ist. Der Film wurde beim Filmfest von Cannes mit dem Preis für den besten Hauptdarsteller und dem Preis der Ökumenischen Jury ausgezeichnet.

## Auszeichnungen
2019 wurde Sayuri Ishikawa der japanische Verdienstorden, die Ehrenmedaille am Violetten Band (紫綬褒章 Shiju hōshō), verliehen.
2022 erhielt sie einen Sonderpreis bei den Japan Record Awards (日本レコード大賞特別顕彰 Nihon rekōdo taishō tokubetsu kenshō).

## Diskografie (Auswahl)
- 1973: Debyū Arubamu (デビュー・アルバム)
- 1975: Anata no watashi (あなたの私)
- 1976: 365-Nichi koi mo yō hanakuyō (365日恋もよう・花供養)
- 1985: Hatoba shigure (波止場しぐれ)
- 1999: Akifuyu (秋冬)
- 2012: X-Cross
- 2023: Transcend

## Filmografie (Auswahl)
- 1973: Toshigoro (としごろ) als Junko Fujisawa

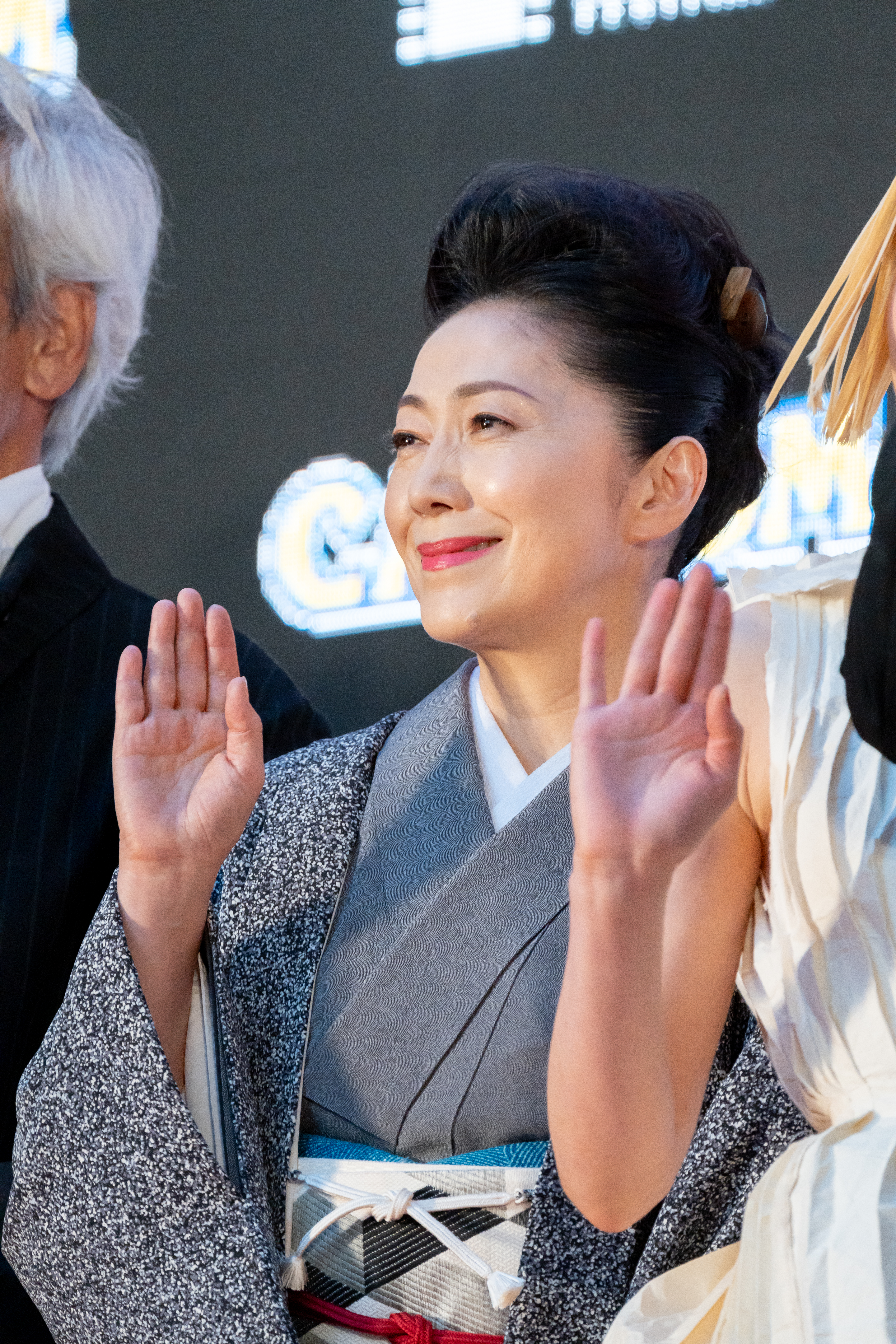
Sayuri Ishikawa auf dem Tokyo International Film Festival 2023

- 1974: Izu no hodoriko (伊豆の踊子, The Izu Dancer) als Okimi
- 1979: Toraku yarō tokyū bin (ラック野郎・故郷特急便, Run, Run, Truck Rascal, Run!)
- 2020: Kirin ga kuro (麒麟がくる, Awaiting Kirin) als Akechi Maki
- 2023: Perfect Days als Barbesitzerin Mama